# Aderus ruficornis
Aderus ruficornis es una especie de coleóptero de la familia Aderidae. Fue descrita científicamente por Maurice Pic en 1929.

## Distribución geográfica
Habita en Tonkín (Vietnam).